# Park Mieroszewskich w Zagórzu
Park Mieroszewskich w Zagórzu (przy ul. Szpitalnej i Braci Mieroszewskich) – najstarszy, zabytkowy park w Sosnowcu, założony pomiędzy końcem XVIII i początkiem XIX  wieku. Wpisany do rejestru zabytków pod numerem 703/63 jako część zespołu pałacowo-parkowego. Kiedyś rozciągał się od Gródka Rycerskiego do kolonii Mec. Obecnie wyznaczony przez obszar wzdłuż ulic: 11 Listopada, Armii Krajowej i Dworskiej – zajmuje powierzchnię 6,4 ha. Drzewostan parku budują między innymi dąb szypułkowy, jesion wyniosły, buk, klon, jawor. Wiele z nich ma ponad 100 lat. Cztery okazy mają status pomnika przyrody: dąb szypułkowy, klon zwyczajny, klon jawor oraz jesion wyniosły. Wśród roślinności znajdują się także: czosnek niedźwiedzi, zawilec gajowy, zawilec żółty, ziarnopłon oraz złoć żółta. Ogromnym walorem parku jest naturalny, leśny – grądowy charakter.  
Park stanowi siedlisko lęgowe dla wielu chronionych gatunków ptaków takich jak: zięba, kos, śpiewak, pierwiosnek, grzywacz, strzyżyk, pełzacz, kowalik, bogatka, modraszka, kapturka. Park zasiedlają także wiewiórki pospolite oraz zając szarak.
Park powstał jako uzupełnienie Pałacu Mieroszewskich. Obecnie na obrzeżach parku znajduje się także budynek szpitala miejskiego. Na terenie parku znajdują się także groty skalne, wykonane jako element parku. 
W 2006 roku opracowano koncepcję rewaloryzacji parku, która została uzgodniona przez Wojewódzkiego Konserwatora Zabytków.